# Полукровная лошадь

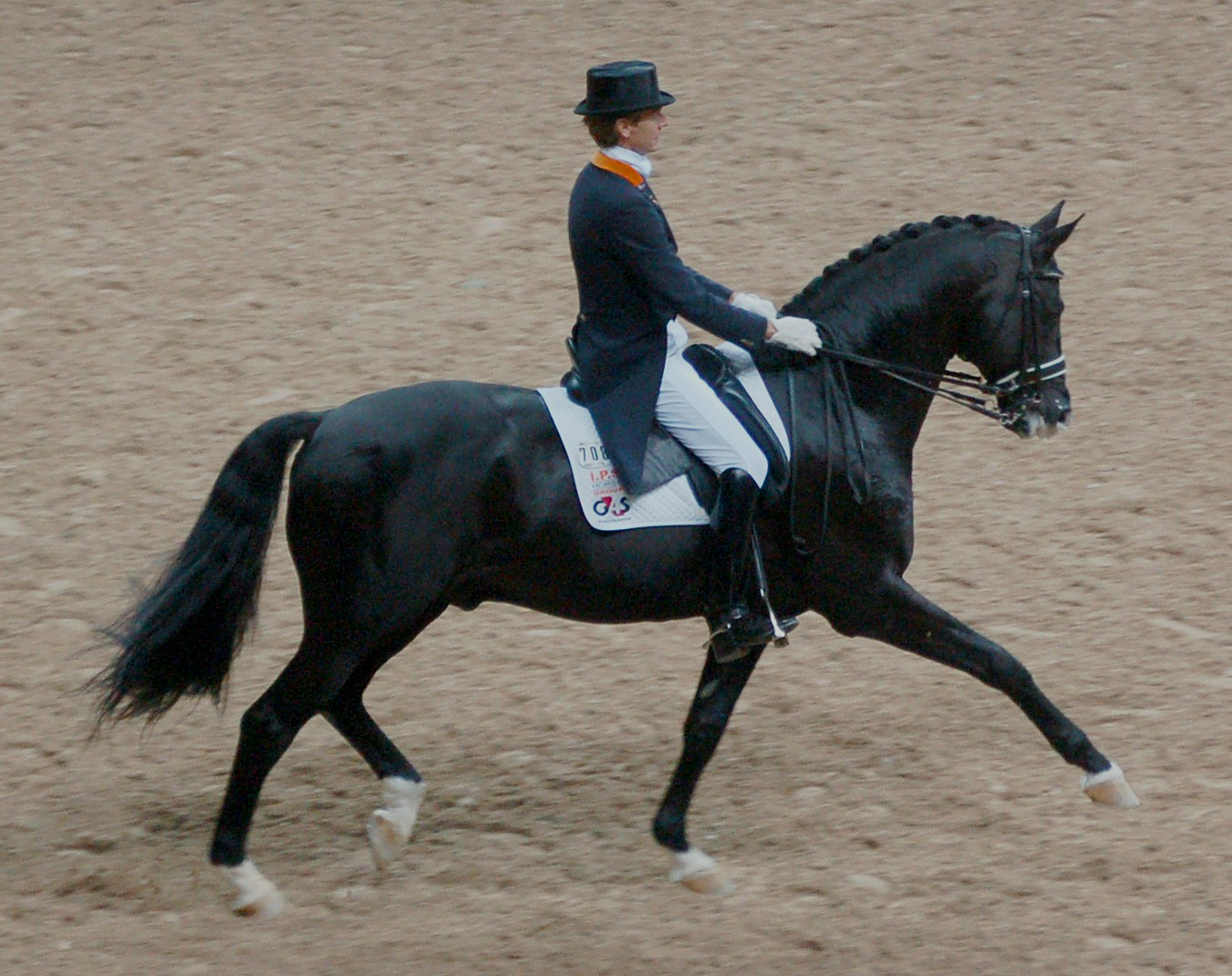
Выступление полукровной голландской лошади

Полукровные породы лошадей — группа пород лошадей, сочетающих храбрый характер и мягкий темперамент. 
Поскольку в английском языке полукровные породы называются «warm blooded», полукровные породы в современной популярной литературе называют «теплокровными», что является грубой ошибкой, правильно называть «горячими».

## Описание
Полукровные лошади отличаются средним весом и в основном европейским происхождением. Термин был предложен для отличия этой группы пород лошадей от тяжеловозных (тяжелоупряжных) и чистокровных пород.

## Отличительные качества полукровных пород
Исторически полукровные лошади были выведены для военных нужд с целью сочетания качеств вспыльчивых, но быстрых и стремительных пород (к примеру, арабская) с выносливостью и послушанием пород, используемых в сельском хозяйстве.

## Полукровные породы
К полукровным лошадям принято относить следующие породы:
- Американский пейнтхорс
- Американский кватерхорс
- Андалузская
- Аппалуза
- Баварская полукровная
- Бранденбургская
- Будённовская
- Вестфальская
- Ганноверская
- Голштинская
- Донская
- Кнабструппер
- Липицианская
- Лузитанская
- Марварская
- Ольденбургская
- Орловский рысак
- Теннесийская прогулочная
- Тракененская
- Фризская
- Чистокровная верховая (английская)
- ...и другие.